# Porte-gobelet

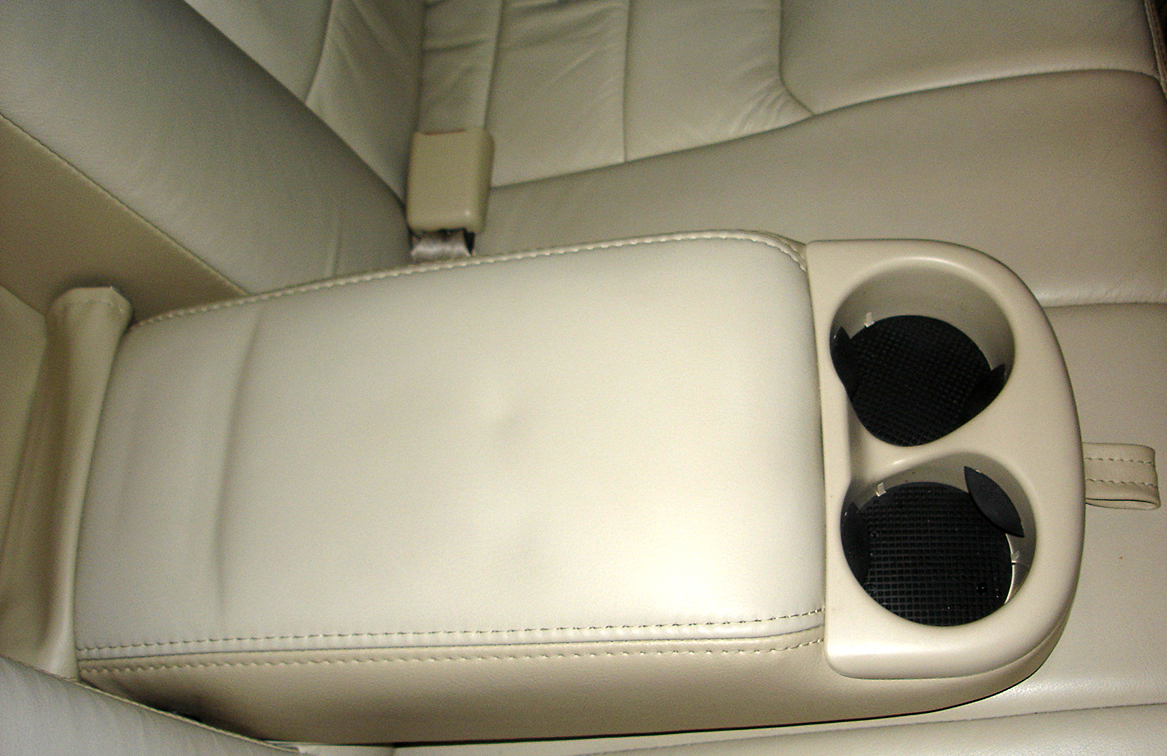
Deux porte-gobelets intégrés à l'accoudoir d'une banquette arrière d'une automobile

Un porte-gobelet est un dispositif permettant d'accueillir, dans un endroit où il est difficile de poser un objet de manière stable (automobile, camion, autobus, train, salle de cinéma), un gobelet ou n'importe quel autre récipient contenant une boisson (verre, tasse, canette, brique individuelle, petite bouteille, etc.), afin d'éviter d'en renverser le contenu.
Les porte-gobelets sont généralement faits en cellulose moulée (usage unique par exemple dans les ventes de boissons à emporter), en métal ou en plastique,  ils sont souvent rabattables, et parfois amovibles. Ils peuvent être conçus pour s'adapter à plusieurs tailles de récipients.
Initialement intégrés aux automobiles dans la boîte à gants, le développement des porte-gobelets dans les habitacles a été grandement favorisé par l'essor des restaurants drive-in aux États-Unis.

## Dans une salle de bains

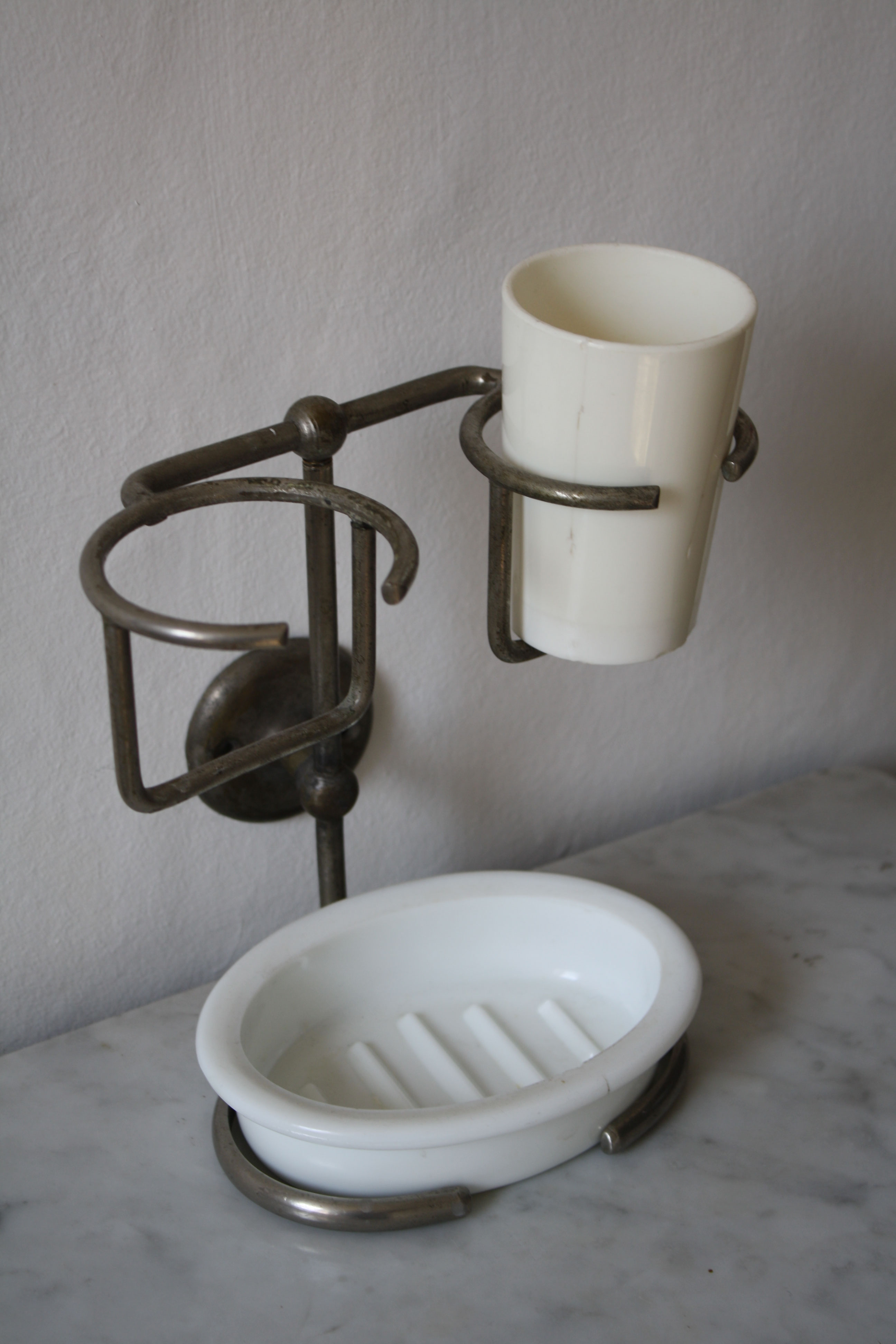
Porte-gobelet et porte-savon en acier et porcelaine (début XX)

Dans une salle de bains, souvent à proximité d'un lavabo, un porte-gobelet est un dispositif permettant d'accueillir un, voire deux verres ou gobelets et éventuellement des brosses à dents. Les porte-gobelets sont généralement fixés au mur par des vis et chevilles, ou au moyen d'une ventouse, sur un support approprié (carrelage...).

## En informatique

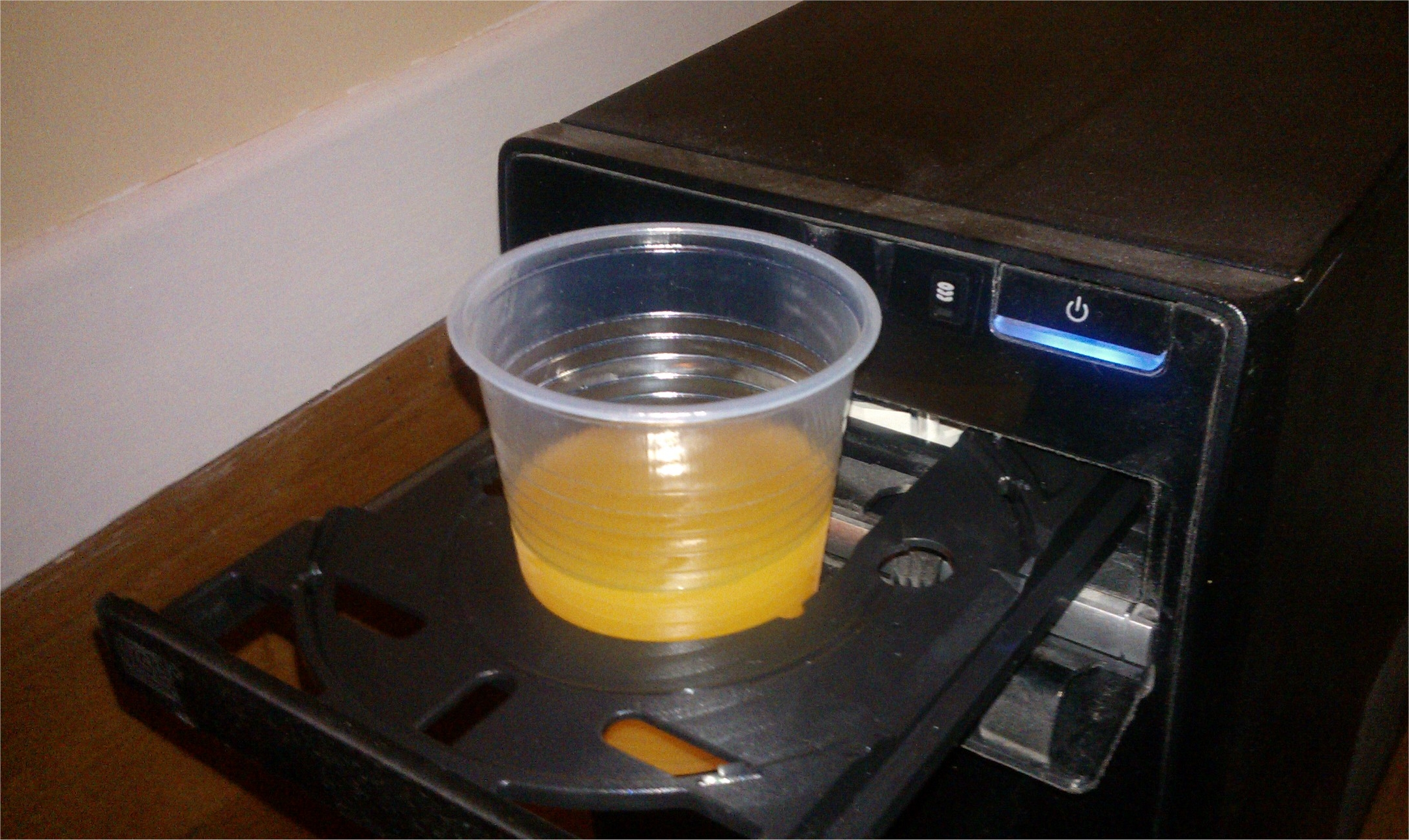
usage détourné d'un lecteur de CD comme porte-gobelet

Selon une légende urbaine, des utilisateurs inexpérimentés en informatique auraient appelé leur support technique pour comprendre pourquoi le « porte-gobelet » intégré à leur unité centrale — en réalité le lecteur de CD-ROM — s'était refermé. Plusieurs programmes et scripts intégrés à des pages web ont été développées pour reprendre cette légende de manière humoristique, affichant un message promettant un « porte-gobelet gratuit », avant d'ouvrir le lecteur de CD-ROM.